# صدمة الدماغ
صدمة الدماغ أو إصابة الدماغ أو تليف في المخ (بالإنجليزية: Brain injury) هي تخريب أو تنكيس خلايا المخ.هناك العديد من العوامل الداخلية والخارجية تؤدي إلى إصابات المخ. وبصفة عامة، يشير لفظ تليف المخ إلى رضخ حادٍ غير مميز به بينما سُميّة الأعصاب تشير إلى تلف كيميائي انتقائي في الأعصاب. تعتبر الإصابة الدماغية الرضية الأكثرانتشارًا ضمن أنواع إصابات المخ المختلفة الخارجية يلي ذلك الإصابات الجسدية وإصابات الرأس. يطلق لفظ الإصابة الدماغية المكتسبة لأي إصابة دماغية تحدث بعد الولادة لتميزها عن الاضطربات الوراثية و الضطربات الخلقية. بينما يطلق إصابة دماغية أولية أو ثانوية اختلافًا لمصدر الإصابة و إصابة منتشرة أو متمركزة حسب شدتها ومكانها.

## تصنيف إصابة الدماغ
تصنف إصابات الدماغ بعدة طرق:
صدمات الدماغ الأولية والثانوية، وتعتمد على الطريقة التي تحدث فيها الصدمة.
صدمات الدماغ البؤرية والمنتشرة، وتعتمد على مدى انتشار وموقع الصدمة.

## مصطلحات إصابة الدماغ
ومن المصطلحات المحددة لصدمة الدماغ:
- تلف الدماغ
- إصابة دماغية رضية
- سكتة
- إصابة الدماغ المكتسبة

## روابط خارجية
- موقع طريق إلى المخ https://headway.ie/